# Villa Nobili
La villa Nobili, anciennement château de Cimiez, est une villa construite en 1894 au no 94 avenue George V, dans le quartier de Cimiez, à Nice.

## Historique
La villa Nobili s'appelle avant 1920 « château de Cimiez ».
Le terrain sur lequel cette maison se situe est acquis vers 1715 par la famille Focardi della Roccasparviera (Foucard de la Roque) qui n’a pas cessé d’agrandir son domaine de Cimiez / Carabacel depuis le XVIIe siècle. Ses biens passent par héritage aux comtes Alziari de Malausséna et Tonduti de l’Escarène. La propriété est vendue en 1862 à Joseph Pollonais. Son fils Désiré, maire de Villefranche-sur-Mer, vend le terrain en 1881 à la Société foncière lyonnaise qui le revend le 1er juin 1893 au promoteur François Chabaud (1824-1906).

### Construction, François Chabaud

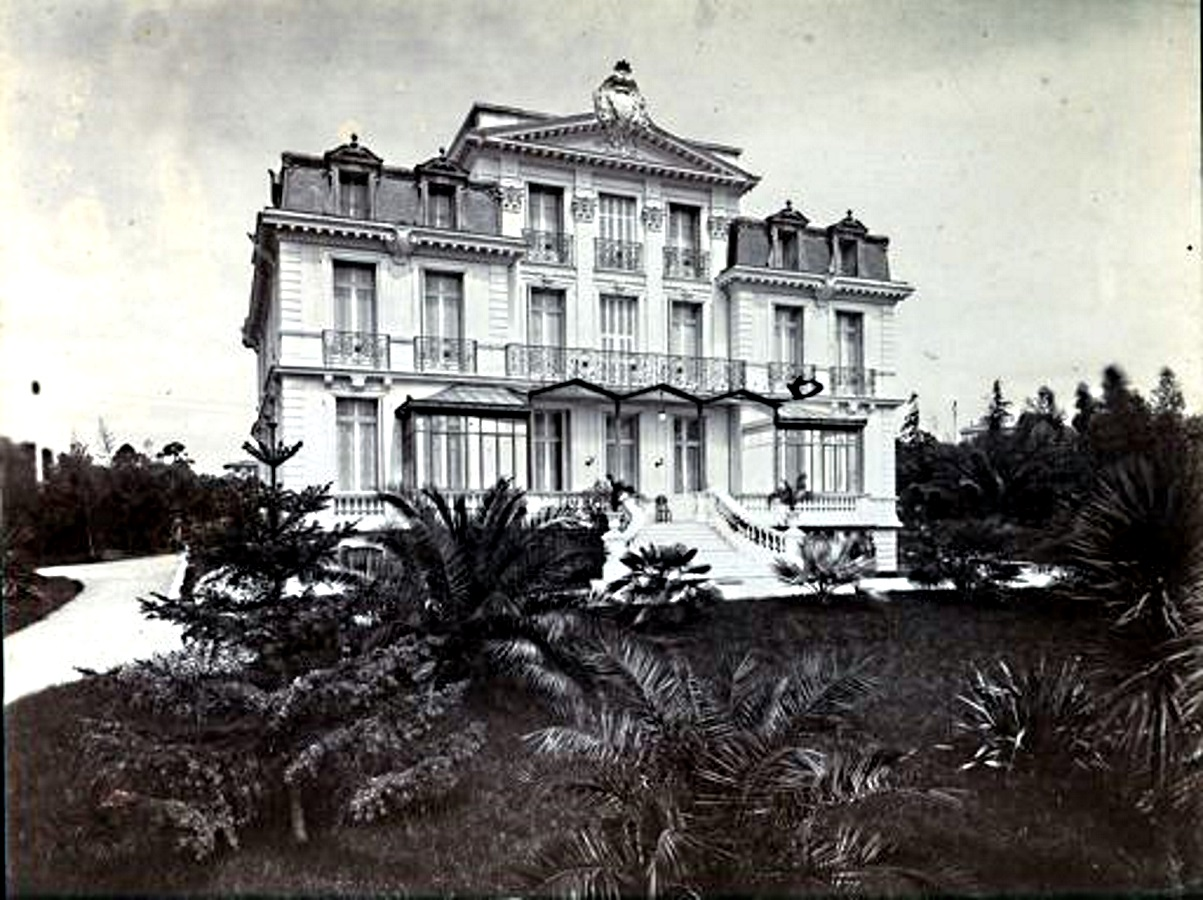
Le château de Cimiez vers 1900.

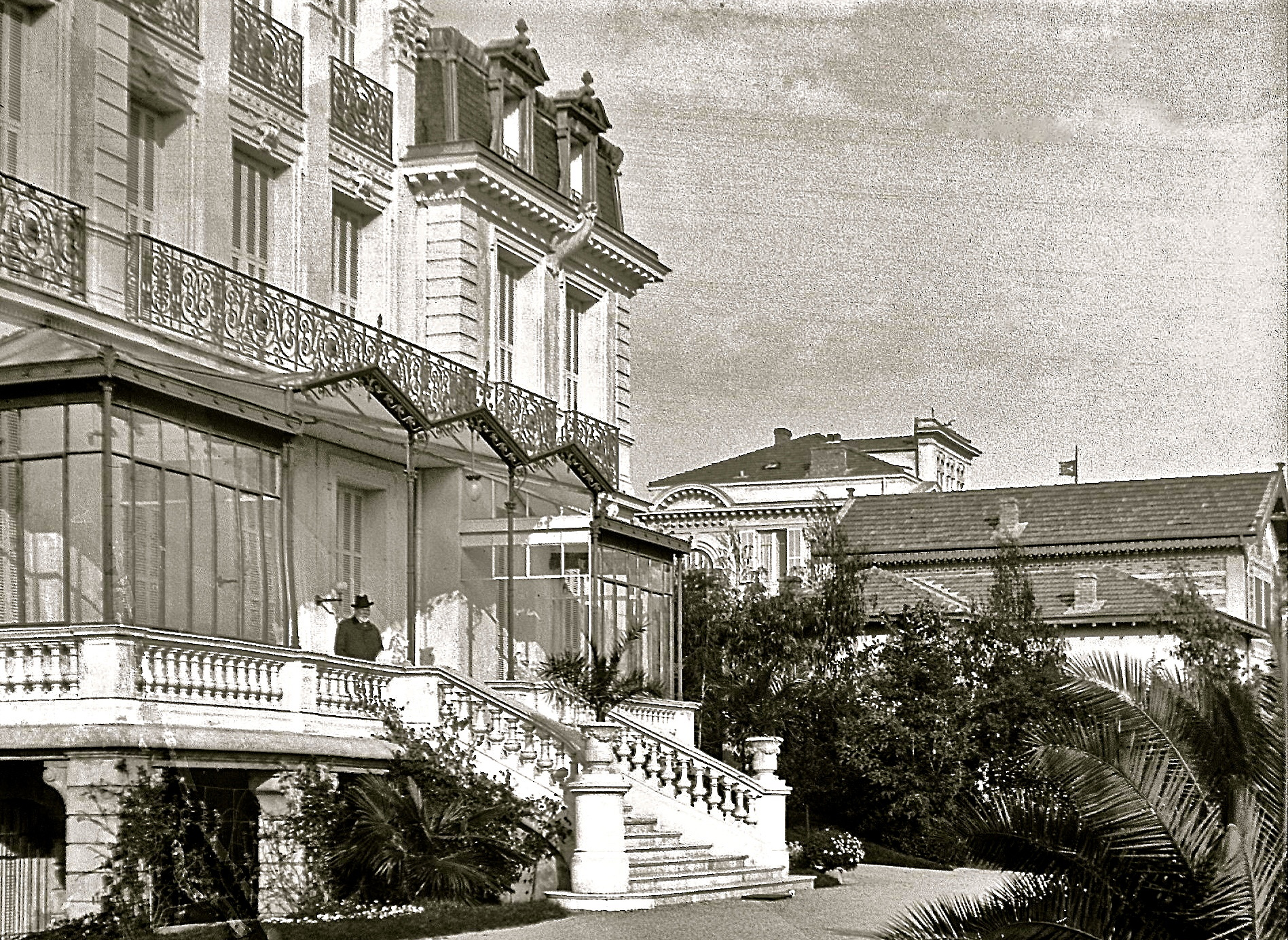
Perron du château de Cimiez vers 1900.

Le château de Cimiez est construit en 1894 par François Chabaud au boulevard Washington (actuelle avenue George V) ; il édifie aussi dans le même lot la villa Chabaud et la villa Les Hespérides. 
Bâti sur un terrain de 4 642 m2, le château de Cimiez comporte à l'origine 82 fenêtres.
Le promoteur met la villa en location. C’est ainsi que, du 15 mars au 30 avril 1895, elle est louée pour la suite de la reine Victoria qui séjourne alors au Grand hôtel de Cimiez.
Un prospectus de location décrit le château de Cimiez : 
« 10 chambres de maîtres (6 au premier, 4 au second), 14 chambres de domestiques (8 au sous-sol,6 au deuxième), plus au sous-sol : grand calorifère, grande cuisine et office, salle à manger de domestiques, garde-manger, monte-plats, 2 caves, bûcher, WC ; au rez-de chaussée : 3 salons en enfilade (17,5 m de long, 106,75 m2 au total), salle à manger (35 m2), cabinet de travail, atrium, office, WC ; au premier : 5 cabinets de toilette, salle de bains, WC ; au second : WC de Maîtres et WC de domestiques.
Prix de la location pour la saison : 28 000 F, plus 800 F pour l’usage des eaux et les soins particuliers du jardinier. »
Et il vante la belle situation de la propriété : 
« Cette villa, placée au milieu de grands et beaux jardins de 4 à 5 000 mètres, occupe une situation exceptionnelle d'où l'on jouit d'une splendide vue sur la mer et les montagnes. Elle se trouve en fait à 10 minutes de la place Masséna, centre de Nice, au moyen du tramway électrique Nice-Cimiez. »

### Prince Mavrocordato

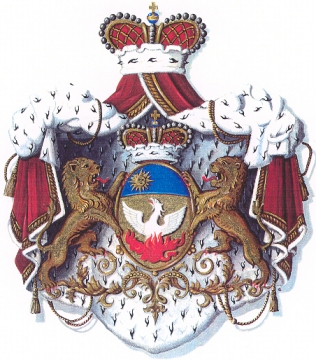
Blason des princes Mavrocordato.

Après la mort de François Chabaud le 15 mai 1906 à Nice, son fils Henri vend le château de Cimiez le 13 mai 1910 au prince George Alexandre Mavrocordato [ou Maurocordato] (1865-1939), ambassadeur de Roumanie en Russie.
Le prince est le descendant d’une grande famille de Grecs phanariotes. Originaires de Chio les Mavrocordato (en grec Μαυροκορδάτος) s'illustrent au service de l'Empire ottoman.
La famille Mavrocordato joue un rôle important dans les principautés de Moldavie et de Valachie au XVIIIe siècle puis en Grèce au XIXe siècle. Le prince George descend directement de Constantin Mavrocordato (1711-1769), souverain de Moldavie et de Valachie. L'un de ses parents, Aléxandros Mavrokordátos (1791-1865), est le premier président de la Grèce.
George Alexandre Mavrocordato est le fils d'Alexandru Mavrocordato, grand chambellan à la cour de Roumanie, et l'oncle de la princesse Marthe Bibesco, femme de lettres.
Le prince Mavrocordato se plaît beaucoup à Nice. Au début du XXe siècle il réside au 53 de la Promenade des Anglais. Ensuite il loue la villa Monticello, au bas de l'avenue George V, avant d'acheter le château de Cimiez. 
Il décéde à Nice en 1939 où il est enterré au cimetière orthodoxe russe de Caucade.

### Marquis De Nobili et sa fille Lila

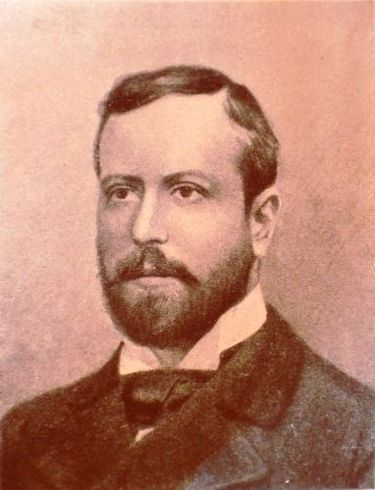
Marquis Prospero De Nobili

Le prince Mavrocordato revend le château de Cimiez le 18 octobre 1920 au marquis Prospero De Nobili Di Vezzano, homme politique et entrepreneur italien, ministre du Trésor (1901-1903), chef de file d'un mouvement politique qui prendra son nom, le denobilisme.
Le nom de la propriété change avec son nouvel acquéreur : Le "château de Cimiez" devient la "villa de Nobili".
Retiré de la vie politique italienne et vivant désormais en France, le marquis réside habituellement à la villa de Nobili jusqu'à la Seconde Guerre mondiale.
Sa deuxième femme, Dola Vertès, une Française d'origine hongroise, est la sœur du peintre Marcel Vertès (1895-1961). Dola Vertès étant juive, le marquis De Nobili doit fuir en Suisse en 1942.
La villa de Nobili est réquisitionnée de 1942 à 1947 (voir paragraphe suivant).
À la fin de la guerre, le marquis De Nobili rentre en France sur la Côte d'Azur mais ne peut s'installer à la villa de Nobili, toujours réquisitionnée.
Il décède le 28 décembre 1945 à l'Hôtel de Paris de Monte-Carlo, léguant la villa, son mobilier et l'argenterie à sa fille Lila.
Lila De Nobili (Lila Elisabeth Ernesta Jeanne Nelly De Nobili de Vezzano) est une artiste peintre italienne, illustratrice de mode notamment pour Vogue et Hermès.
Elle est aussi créatrice de costumes et décors d'opéra, notamment pour la Traviata de Visconti en 1955 avec La Callas à La Scala de Milan,

### La villa réquisitionnée
A la fin de l'année 1942 la villa de Nobili est réquisitionnée par les autorités italiennes d'occupation et devient le siège pour Nice des services de l'OVRA, police politique de l'Italie fasciste, dirigée localement par les commissaires Barranco et Cerrato. L'OVRA s'installe par la suite aussi dans la Villa Lynwood qui devient son principal centre de torture.
Le 8 septembre 1943 Nice passe sous occupation allemande. La propriété devient l'un des sièges niçois de la Gestapo.
La villa de Nobili est réquisitionnée en 1945 comme siège de la Compagnie Républicaine de Sécurité N° 157 qui la conserve jusqu'en 1947.
A la fin de la réquisition de sa propriété Lila De Nobili reprend possession de la villa de Nobili, conformément aux dispositions testamentaires de son père.

### Copropriété

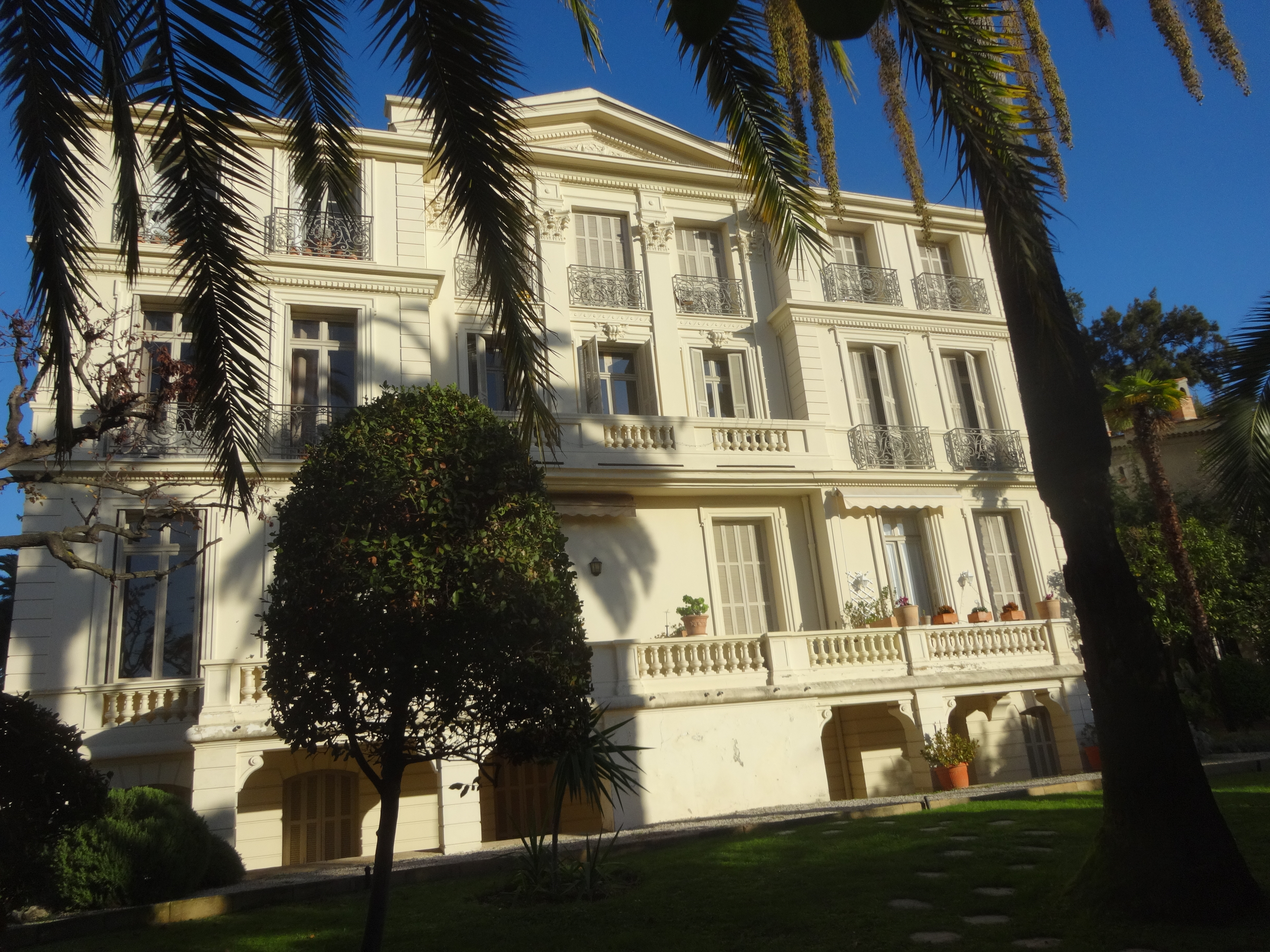

En 1952, Lila De Nobili se sépare de la villa de Nobili qui devient une copropriété, connue désormais sous le nom simplifié de « villa Nobili ».
Le bâtiment est modifié sous la direction de l'architecte Jean Chiérico de 1952 à 1955 : La véranda côté cour et la porte centrale côté jardin sont supprimées ; les toits mansardés des ailes du deuxième étage sont remplacés par deux appartements s'élevant au niveau de la partie centrale.
Actuellement, outre les anciennes chambres des employés en sous-sol, la copropriété comporte trois appartements à chacun des trois niveaux.
Le parc entourant la villa est loti, permettant la construction tout autour de trois maisons. Le parc actuel occupe 1 305 m2, soit entre le tiers et le quart de la surface d'origine.

### Labellisation et inventaire
Le Plan local d'urbanisme (PLU) de la Métropole Nice Côte d'Azur a classé la villa Nobili comme « Patrimoine bâti remarquable ».
Une fiche a été établie pour la villa Nobili dans l'Inventaire général du patrimoine culturel en Région Sud (voir note).

## Galerie photos

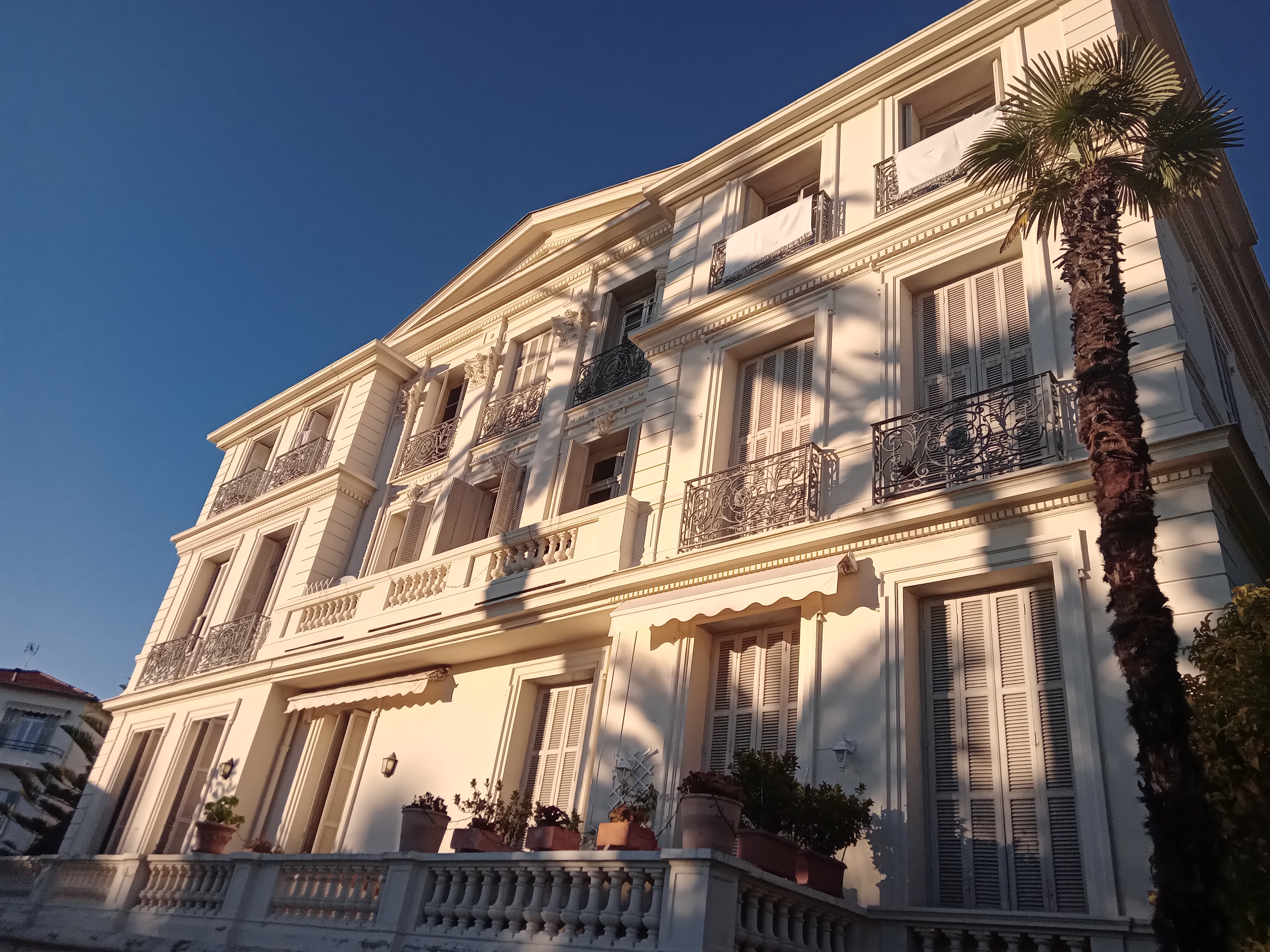
Façade sud
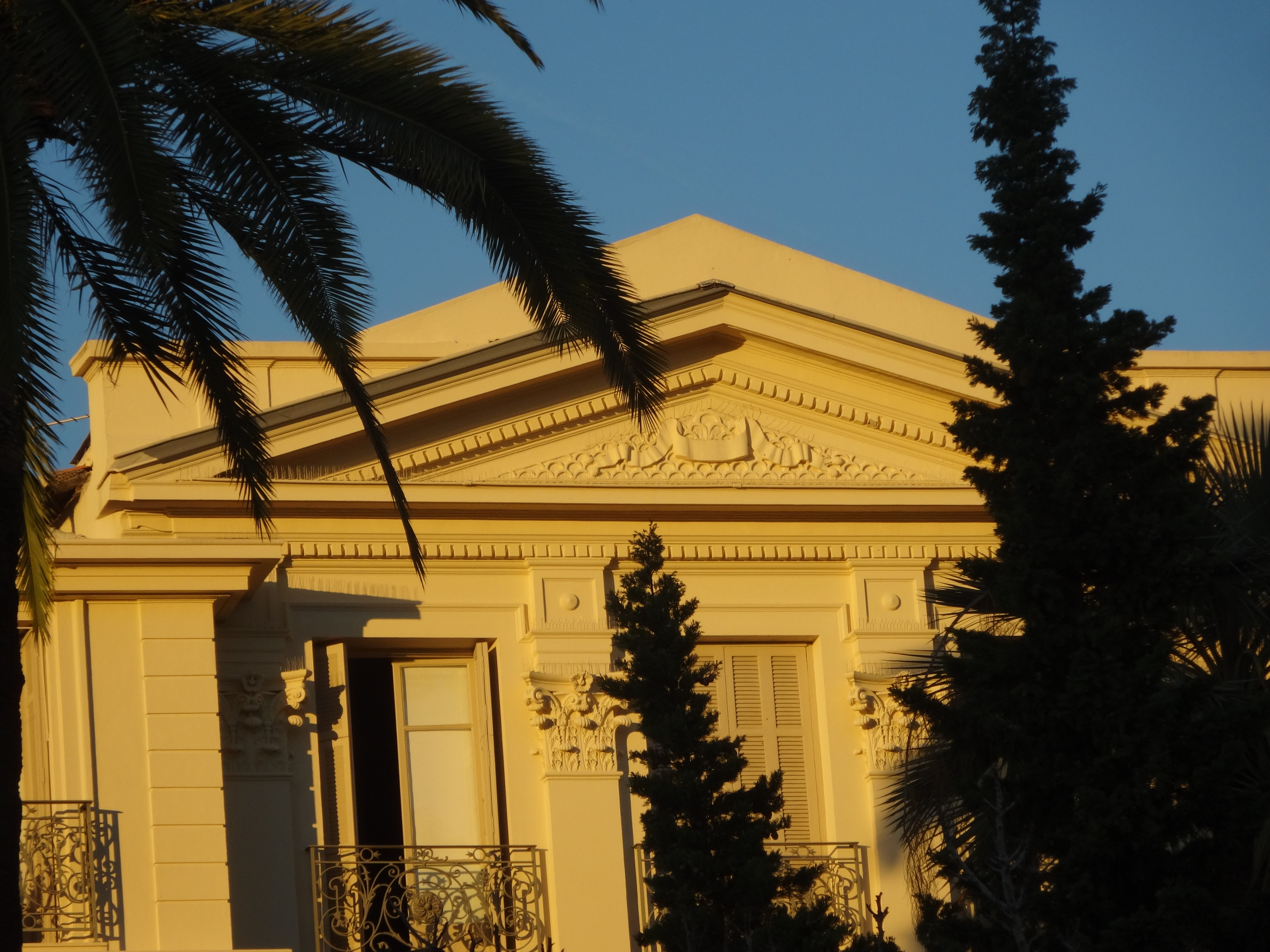
Fronton
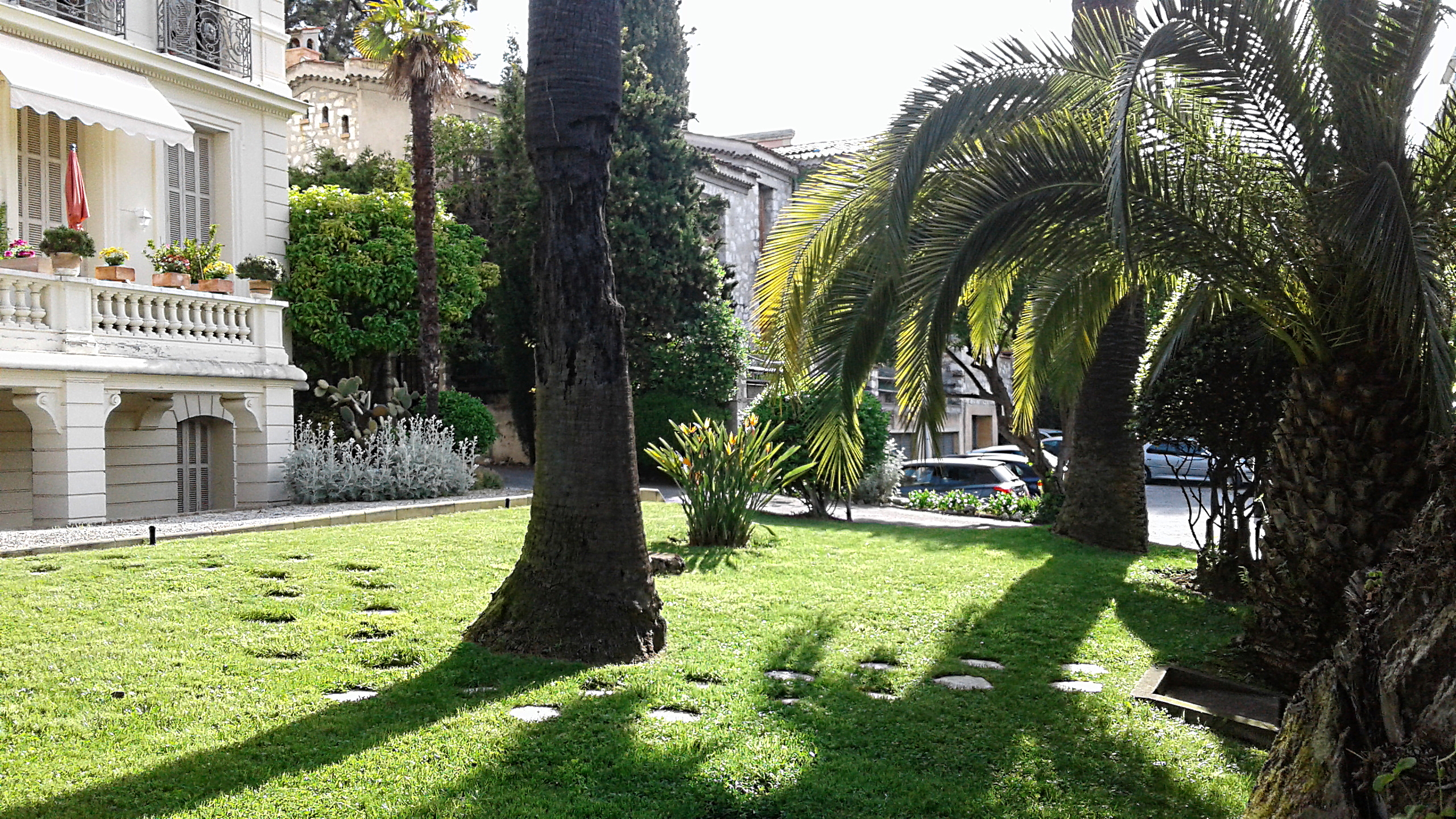
Jardin
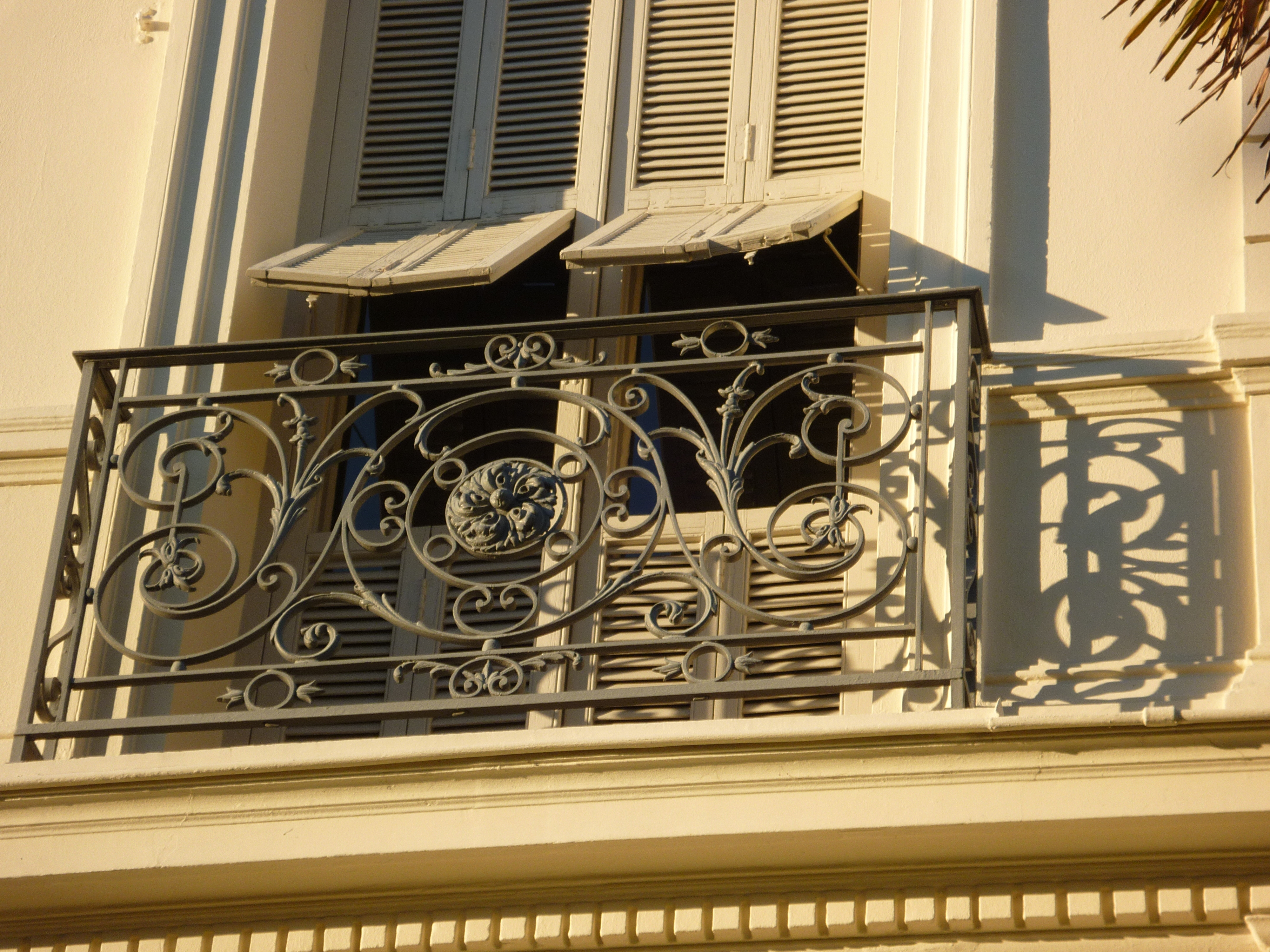
Détail d'une fenêtre
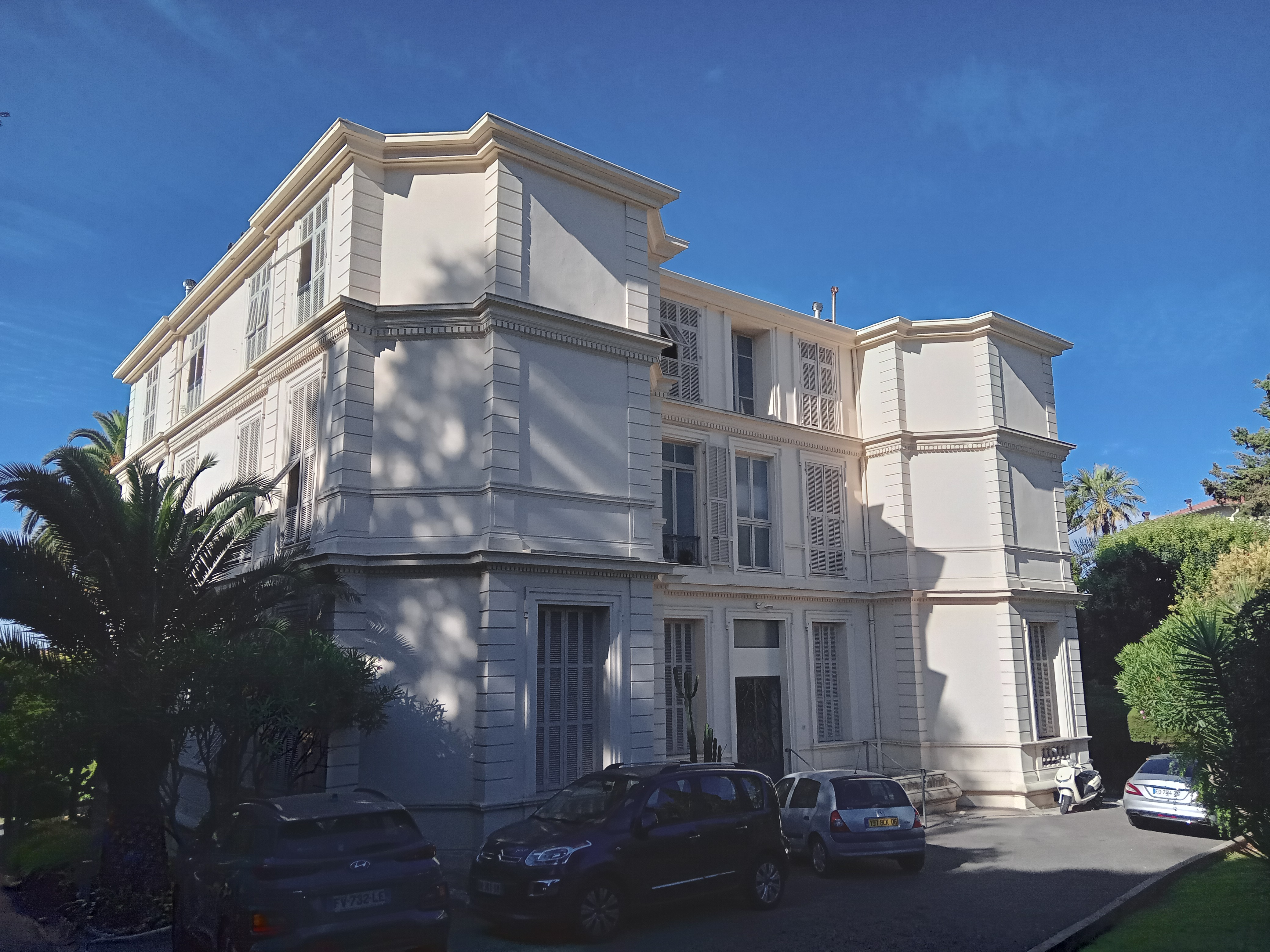
Façade nord